# 麻生塾小学校
麻生塾小学校（あそうじゅくしょうがっこう）は、福岡県飯塚市に存在していた私立小学校。

## 概要
1947年、飯塚市柏の森に開校した、少人数制の私立小学校であり『戦後の混沌の中で真の日本を見失わないための理想的な教育を行うこと』が目的とされていた。
主に麻生グループの炭鉱で暮らす子供たちが通う小学校であり、第一期生には麻生太郎がいた。また、飯塚病院内に特殊学級を設け、長期療養をしていた児童の教育も行っており、現在でも飯塚病院では院内学級が設けられている。
しかし、登下校の不便さなどから1972年に廃校となった。廃校となるまでの25年間に325人の卒業生を輩出した。